# Maetonium
Maetonium a fost o fortificație celtică întemeiată aproximativ în sec. IV-III î.e.n. În prezent, locul cetății se află pe teritoriul raionului Soroca, lângă satul Rudi .